# Perreyia
Perreyia – rodzaj błonkówek z rodziny Pergidae.

## Zasięg występowania
Przedstawiciele tego rodzaju występują w Krainie Neotropikalnej od Meksyku na płn. po Argentynę oraz Chile na płd.

## Systematyka
Do  Perreyia zaliczanych jest 12 gatunków:
- Perreyia flavipes
- Perreyia fumipennis
- Perreyia lepida
- Perreyia nigriceps
- Perreyia odontea
- Perreyia picea
- Perreyia stangei
- Perreyia townesi
- Perreyia tropica
- Perreyia ucita
- Perreyia vexita
- Perreyia wanatia